# Лінгаджатська угода

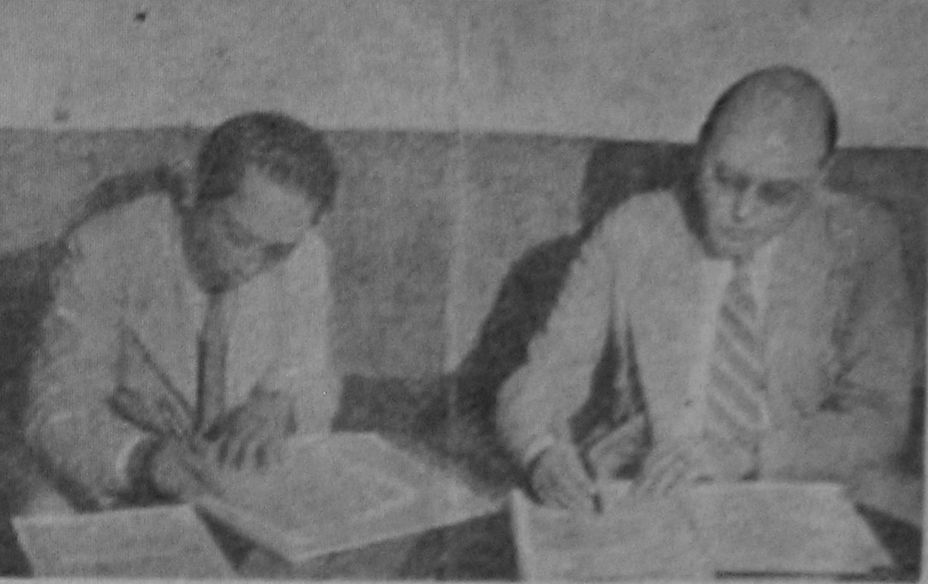
Сутан Шарір і Віллем Схермергорн підписують угоду в Лінгаджаті

Лінгаджатська угода (індонез. Perundingan Linggadjati, Perundingan Linggajati, нід. Overeenkomst van Linggadjati) — угода, підписана 15 листопада 1946 року в селі Лінгаджаті біля Чиребона (у зв'язку з чим її також називають «Чиребонською угодою») між представниками голландської адміністрації та самопроголошеної Республіки Індонезія.

## Передумови
Навесні 1942 року Нідерландська Ост-Індія була захоплена Японією. Під час японської окупації індонезійські націоналісти за рахунок співпраці з японською окупаційною владою зуміли закласти основи майбутньої незалежної держави, й після капітуляції Японії, поки нідерландська адміністрація ще не повернулась, 17 серпня 1945 року було проголошено незалежність Індонезії. Після повернення нідерландська влада спробувала відновити довоєнний статус-кво, й почалась війна за незалежність Індонезії. Нідерланди були послаблені Другою світовою війною, й у жовтні 1946 року запропонували укласти перемир'я. Індонезійська сторона пристала на пропозицію про припинення вогню, і 11-12 листопада представники Індонезії й Нідерландів провели перемовини у селі Лінгаджаті на острові Ява, підсумком яких і стала Угода.

## Умови
За умовами угоди Нідерланди визнавали владу Республіки Індонезія над островами Ява, Суматра і Мадура. Республіка мала увійти як складова частина до майбутньої держави «Сполучені Штати Індонезії», проголошення якої призначалось на 1 січня 1949 року, а сама та держава мала увійти до унії з Нідерландами, Суринамом і Нідерландськими Антильськими островами. Очолити унію мала королева Нідерландів.

## Наслідки
25 березня 1947 року Палата представників нідерландського парламенту ратифікувала угоду в урізаному вигляді, що було відкинуто індонезійською стороною. Подальші суперечності призвели до того, що 20 липня 1947 року угоду було розірвано індонезійською стороною в односторонньому порядку.